# 格丁尼亞港
格丁尼亞港（波蘭語：Port morski Gdynia）是波蘭的一個港口，位於波羅的海格但斯克灣西部。格丁尼亞港開港於1926年。2008年，格丁尼亞港是波羅的海第二大貨櫃港。格丁尼亞港毗鄰格丁尼亞海軍基地，並與其共享水道。但在行政上兩者相互獨立。

## 外部連結
- Port of Gdynia website
- AIS live vessel traffic in Port of Gdynia （页面存档备份，存于）
  - Google Earth plugin